# Partit Socialista Català
|  | No s'ha de confondre amb Partit dels Socialistes de Catalunya. |

El Partit Socialista Català fou el nom que va adoptar el Moviment Social d'Emancipació Catalana (MSEC) el 19 de juliol de 1941, organització política formada per un grup de militants catalanistes i socialistes exiliats a Mèxic. La majoria dels seus militants tenien en comú que procedien del PSUC, encara que el seu origen era molt divers. Així el redactor de L'Hora, Miquel Ferrer i Sanxis, abans d'ingressar al PSUC havia estat membre de la Unió Socialista de Catalunya (USC) i antigament havia estat militant d'Estat Català, mentre que Pere Matalonga i Montoto venia del Partit Comunista de Catalunya (PCC), Pere Aznar i Seseres havia estat cap del Partit Català Proletari i Ramir Ortega Garriga havia estat militant de la Federació Catalana del PSOE.
La direcció del partit radicava a Mèxic i a Xile de la mà de Pere Aznar i Dolors Piera, però també tenien una delegació a la Gran Bretanya. En fou nomenat president Felip Barjau i Riera. De 1942 a 1944 el seu òrgan fou el Butlletí del Partit Socialista Català, on hi col·laboraren també Marià Martínez i Cuenca, Josep Soler i Vidal, Àngel Estivill i Francesc Requena. De 1944 a 1947 el seu òrgan fou Nova Era, d'aparició bimestral.
La seva ideologia era socialista democràtica i la unitat dels països de llengua catalana, i fou un dels signants del pacte Galeusca del 1941. Quan l'octubre de 1945 es creà el nou Moviment Socialista de Catalunya (MSC) va iniciar un moviment de convergència, tot proclamant-se'n la seva delegació a Amèrica. El 1950 deixà d'existir com a partit.